# Kui Island
Kui Island är en ö i Kenya.   Den ligger i länet Lamu, i den sydöstra delen av landet, 500 km öster om huvudstaden Nairobi. Arean är 0,10 kvadratkilometer.
Terrängen på Kui Island är mycket platt. Öns högsta punkt är 9 meter över havet. Den sträcker sig 0,6 kilometer i nord-sydlig riktning, och 0,4 kilometer i öst-västlig riktning.  Trakten runt Kui Island består huvudsakligen av våtmarker.